# تفجير مقديشو 2008
وقع تفجير مقديشو عام 2008 في 3 أغسطس 2008 في مقديشو عاصمة الصومال. حسب الشهود فقد حدث التفجير بسبب انفجار قنبلة مزروعة على «طريق مكة المكرمة» بجنوب مقديشو أثناء قيام 21 سيدة بتنظيف الشارع، مما أسفر عنهم مقتل أغلب السيدات، تجمع سكان مقديشو حول الضحايا، وأُصيب 46 شخصًا آخر، معظمهم من النساء الصوماليات.